# Tyron Akins
Tyron Akins (Bainbridge, 6 gennaio 1986) è un ostacolista statunitense naturalizzato nigeriano.

## Palmarès
| Anno                                | Manifestazione          | Sede        | Evento   | Risultato | Prestazione | Note |
| ----------------------------------- | ----------------------- | ----------- | -------- | --------- | ----------- | ---- |
| In rappresentanza degli Stati Uniti |                         |             |          |           |             |      |
| 2005                                | Panamericani U20        | Windsor     | 110 m hs | Argento   | 14"00       |      |
| In rappresentanza della Nigeria     |                         |             |          |           |             |      |
| 2014                                | Giochi del Commonwealth | Glasgow     | 110 m hs | Batteria  | 13"75       |      |
| 2014                                | Campionati africani     | Marrakech   | 110 m hs | Oro       | 13"57       |      |
| 2015                                | Giochi panafricani      | Brazzaville | 110 m hs | Bronzo    | 13"54       |      |
| 2016                                | Campionati africani     | Durban      | 110 m hs | Argento   | 13"74       |      |

## Altre competizioni internazionali
2016
- 5º in Coppa continentale ( Marrakech), 110 m hs - 13"48